# Jett Bandy
Pour les articles homonymes, voir Bandy (homonymie).
Jett Adam Bandy (né le 26 mars 1990 à West Hills, Californie, États-Unis) est un receveur de la Ligue majeure de baseball.

## Carrière
Jett Bandy est repêché par les Dodgers de Los Angeles au 41e tour de sélection en 2008. Il ignore l'offre, rejoint les Wildcats de l'université d'Arizona, puis signe son premier contrat professionnel avec les Angels de Los Angeles, qui le repêchent en 2011 au 31e tour de sélection. 
Il fait ses débuts dans le baseball majeur le 14 septembre 2015 avec les Angels dans un match face aux Mariners de Seattle. À son deuxième et dernier match de la saison pour les Angels, le 20 septembre 2015, Bandy réussit comme frappeur suppléant un coup de circuit aux dépens du lanceur Glen Perkins des Twins du Minnesota, ce qui est aussi son premier coup sûr dans les majeures.

### Brewers de Milwaukee
Le 13 décembre 2016, les Angels échangent Bandy aux Brewers de Milwaukee contre le receveur Martín Maldonado et le lanceur droitier des ligues mineures Drew Gagnon.